# نمک صفراوی

ساختار اسیدهای صفراوی اصلی
مقایسه اسید کولیک (اولیه) با اسیدهای صفراوی ثانویه و مزدوج از نظر گروه‌های هیدروکسیل و اسیدهای آمینه متصل شده

نمک‌های صفراوی (نام علمی: Bile salt) مولکول‌های استروئیدی هستند که در سلول‌های کبدی از کلسترول ساخته می‌شوند. دو نمک صفراوی اصلی شامل کولات و کنوداکسی کولات در کبد انسان سنتز می‌شوند. این ترکیبات نقش‌های متابولیک متعددی از جمله:
تسهیل جریان صفرا ، امولسیون کردن و هضم لیپیدها و جذب ویتامین‌های محلول در چربی (A, D, E, K) را بر عهده دارند.
همچنین نمک‌های صفراوی در تنظیم حرکات کرمی روده باریک نقش دارند و با فعال‌سازی رسپتورهای اختصاصی (مانند TGR5) موجب تحریک پریستالتیسم می‌شوند.